# Abraxas hazeleighensis
Abraxas hazeleighensis är en fjärilsart som beskrevs av Rayner 1903. Abraxas hazeleighensis ingår i släktet Abraxas och familjen mätare. Inga underarter finns listade i Catalogue of Life.